# オンベ語
オンベ語（中国語：臨高語、英語：Bê, Ong Be）は中華人民共和国海南島中北部沿岸の臨高人が使用する言語。

## 概要
臨高県、瓊山区西部、海口市西部郊外、澄邁県北部と儋州市東南部などに居住する臨高人が主な話者であり、60万人中10万人がオンベ語のモノリンガルである。臨高人は中華人民共和国によって少数民族として認定されておらず戸籍上は漢族であるが、オンベ語自体は中国語の方言や変種ではない別系統の言語である。なお、政治・経済に関する語彙は中国語からの借用語が多い。

## 言語系統
オンベ語はタイ・カダイ語族の言語とされているが、明確な関係性は証明されていない。エスノローグではオンベ語をタイ・チワン諸語やカム・スイ諸語と語彙が共通する同系統の言語であると分類しているが、他語族から語彙の代用があった可能性があり、共通語彙に関しては証拠に乏しい。また、形態論的な根拠として、 タイ・チワン諸語とカム・スイ諸語はそれぞれ リー語派、カダイ語派に類似しているため、オンベ語がタイ・カダイ語族の中でどの下位語派に属するかは明らかになっていない。

## 下位方言
- 西部方言（臨城土語、臨城話）：主に臨高県、儋州市東北部、澄邁県北部に分布する。
- 東部方言（瓊山土語、瓊山話）：主に海口市西部・南部郊外に分布する。「オンベ」は瓊山秀英郷、長流郷一帯の住民のオンベ語長流方言での自称"Ongbe"（IPA: ʔɑŋ˧ɓe˧）に由来し、「村人」を意味する。

## 発音
声母が無い状態（零声母）を含む15～17種類の声母（西部方言では ɓ f m v ɗ t n l ɡ k h nh j ts s ʔ ŋ）、6～10種類の元音（母音）、73～103種類の韻母、-p、-t、-k、-ʔ、4種類の入声がある。声調は6～9種類あるが、西部方言より東部方言の方が複雑である。

## 関連リンク
- Glottolog - オンベ語